# 伊恩·布萊克福德
伊恩·布萊克福德（英語：Ian Blackford，1961年5月14日—）是一位蘇格蘭民族黨的政治人物，曾任該黨在西敏的領袖。

## 生平
布萊克福德出生在愛丁堡，從政之前他曾經是一位商人。
自2015年5月開始，他是羅斯、斯凱和洛哈伯選區選出的英國下議院議員。